# I tre volti della paura
I tre volti della paura (estrenada en anglès com a Black Sabbath) és una pel·lícula de terror en episodis del 1963 dirigida per Mario Bava. La pel·lícula consta de tres contes diferents que són introduïts per Boris Karloff. L'ordre en què es presenten les històries varia entre les diferents versions en què s'ha estrenat la pel·lícula. A l'original italià, la primera història, titulada "El telèfon", implica la Rosy (Michèle Mercier) que rep contínuament trucades telefòniques amenaçadores d'un assetjador invisible. El segon és "Els Wurdulak", on un home anomenat Gorca (Karloff) torna a la seva família després d'afirmar haver matat un Wurdulak, una criatura no morta que ataca els que abans havia estimat. La tercera història, "La gota d'aigua", se centra en Helen Corey (Jacqueline Pierreux), una infermera que roba un anell d'un cadàver que s'està preparant per a l'enterrament i es veu perseguida pel propietari original de l'anell després d'arribar a casa.
Com que és una pel·lícula de terror de baix pressupost amb múltiples històries, un repartiment internacional i suport financer estranger, I tre volti della paura segueix nombroses tendències de les produccions cinematogràfiques italianes dels anys 60. La pel·lícula està acreditada a diversos escriptors, inclosos Anton Txèkhov i Aleski Tolstoi, però es basa principalment en diverses fonts no acreditades, i es van fer canvis al guió després de començar el rodatge. American International Pictures i Titra Sound Corporation van suggerir canvis a Bava durant el rodatge per fer que la pel·lícula fos agradable al públic nord-americà, i van crear la seva pròpia versió en anglès de la pel·lícula, que va substituir la partitura de Roberto Nicolosi amb música de Les Baxter, va eliminar diverses representacions de violència gràfica i va fer alteracions a altres escenes. Aquesta versió va canviar molt la durada d' "El telèfon", dotant-li d'un element sobrenatural i eliminant totes les referències al lesbianisme i la prostitució.
I tre volti della paura va ser un fracàs de taquilla quan es va estrenar a Itàlia, i va tenir un rendiment per sota de les expectatives als Estats Units. Una seqüela espiritual de la pel·lícula, basada en "The Dunwich Horror" i titulada provisionalment Scarlet Friday, estava preparada per reunir Bava amb Karloff i el seu coprotagonista Christopher Lee, però AIP es va distanciar de Bava arran del fracàs del Le spie vengono dal semifreddo i finalment va produir la pel·lícula sense la participació de Bava, Karloff o Lee. Els plans per a un remake es van anunciar el 2004 amb Jonathan Hensleigh adjunt per escriure el guió. Des del seu llançament original, Black Sabbath ha rebut crítiques positives per part de la crítica, i es va situar al número 73 de l'enquesta Time Out de les millors pel·lícules de terror.

## Trama
Nota: aquest resum de la trama fa referència a la versió original italiana de la pel·lícula.

### "Il telefono"
Rosy, una call-girl francesa, torna al seu apartament soterrani a la nit. Ella rep una sèrie d'estranyes trucades telefòniques. La persona que truca finalment s'identifica com en Frank, el seu antic proxeneta que recentment ha escapat de la presó. La Rosy està aterrida en saber que va ser el seu testimoni el que va enviar en Frank a la presó. La Rosy truca a Mary per consol. Les dones s'han distanciat, però la Rosy està segura que només la Mary pot ajudar-la. Mary accepta venir aquella nit. Uns segons després, en Frank torna a trucar, prometent-li que faci el que faci la Rosy, tindrà la seva venjança. La Rosy no s'adona que la Mary s'està fent passar per Frank al telèfon. Mary arriba a l'apartament de la Rosy i intenta calmar els nervis de la Rosy. Mary li proporciona a la Rosy un ganivet gran per protegir-se abans d'anar a dormir.
Mentre la Rosy dorm, la Mary escriu una confessió explicant que va fer les trucades per forçar una reunió, sabent que la Rosy la demanaria ajuda. Mentre ella està escrivint, un intrús entra a l'apartament. L'intrus és en Frank, que escanya la Mary. El so de la seva lluita desperta la Rosy, i Frank s'adona que ha assassinat la dona equivocada. Frank s'acosta al llit de la Rosy, però ella agafa el seu ganivet i apunyala en Frank. La Rosy deixa caure el ganivet i cau en la histèria.

### "I Wurdulak"
A la Rússia del segle xix, Vladimir D'Urfe és un jove noble que troba un cadàver decapitat amb un ganivet enfonsat al cor. Agafa la fulla i troba refugi en una petita cabana. En Giorgio s'acosta a Durfe, que li explica que el ganivet és del seu pare, que fa cinc dies que no el veu. Giorgio ofereix una habitació a Durfe i el presenta a la resta de la família: la seva dona, el seu fill petit Ivan, el germà petit de Giorgio, Pietro i la germana Sdenka. Tots esperen el retorn de Giorgio, el pare de Pietro i Sdenka, en Gorca, que ha anat a caçar un bandoler turc que en realitat és un wurdalak, un cadàver viu que s'alimenta de sang humana, especialment dels éssers estimats. A mitjanit, Gorca torna a la casa de camp amb un comportament àcid i un aspecte descurat. Després que la família se'n vagi a dormir, Ivan i Pietro són atacats per Gorca, que fuig de la cabana amb Ivan. Giorgio persegueix en Gorca però només torna amb el cadàver de l'Ivan. Giorgio planeja estacar i decapitar Ivan per evitar que ressuscita com a Wurdalak, però la seva dona l'impedeix fer-ho. Els dos acorden enterrar el seu fill.
Aquella mateixa nit, el seu fill apareix a l'exterior i demana que el conviden a entrar. Giorgio és apunyalat per la seva dona mentre intenta deixar entrar el seu fill. En obrir la porta, és rebuda per Gorca, que la mossega. Vladimir i Sdenka fugen de casa seva i s'amaguen a les ruïnes d'un monestir abandonat. Mentre en Vladimir dorm, Sdenka surt a l'exterior i troba en Gorca i la seva família al voltant d'ella. Vladimir es desperta i busca Sdenka, trobant-la immòbil al llit de casa. Sdenka es desperta i, en rebre l'abraçada de Vladimir, li mossega el coll.

### "La goccia d'acqua"
Al Londres de la dècada de 1910, la infermera Helen Chester és criada per la minyona d'una mèdium anciana per preparar el cadàver d'aquesta per a l'enterrament. Mentre vesteix el cos, nota un anell de safir al dit. Chester el roba, bolcant accidentalment un got d'aigua que degota a terra; llavors és atacada per una mosca. Chester se'n porta l'anell a casa al seu pis i és testimoni d'esdeveniments estranys. La mosca torna i continua molestant-la, i les llums del seu apartament s'apaguen mentre s'escolta el so de l'aigua que degota des de diversos llocs. Chester troba el cadàver de la dona estirat al seu llit. S'aixeca i flota cap a ella. Chester demana perdó, però finalment s'ofega. L'endemà al matí, el conserge descobreix el cos de Chester i truca a la policia. El patòleg arriba per examinar el cos i només troba un petit hematoma al dit esquerre on hi havia abans el seu anell. Quan el metge anuncia aquesta observació, el conserge sembla angoixat i sent el degoteig d'aigua.

## Repartiment
| Il telefono - Michèle Mercier - Rosy - Lidia Alfonsi - Mary - Milo Quesada - Frank (sense acreditar) | I Wurdulak - Boris Karloff - Gorca - Mark Damon - Comte Vladimir D'Urfe - Susy Andersen - Sdenka - Massimo Righi - Pietro - Rika Dialina - Maria - Glauco Onorato - Giorgio | La goccia d'acqua - Jacqueline Pierreux - Helen Chester - Milly Monti - la donzella - Harriet Medin - la veïna - Gustavo De Nardo - Inspector de policia - Alessandro Tedeschi - el forense (sense acreditar) |

## Producció

### Desenvolupament
El 1958 els fundadors d'American International Pictures James H. Nicholson i Samuel Z. Arkoff van contractar l'agent i productor de talent italià Fulvio Lucisano per buscar pel·lícules italianes comercialment viables per a ells després de el gran èxit del llargmetratge italià Le fatiche di Ercole (1958). E l febrer de 1963, American International Pictures va signar un acord amb la productora cinematogràfica italiana Galatea que contribuiria a un mínim de nou coproduccions durant els propers vuit anys. I tre volti della paura segueix moltes tendències de producció de pel·lícules italianes de l'època. Aquestes coproduccions es van veure influenciades per la manca de grans estrelles cinematogràfiques a Itàlia. Per evitar costos elevats o estrelles més grans, els productors van crear pel·lícules d'antologia amb tres o quatre narracions curtes combinades. El temps d'execució era el d'un llargmetratge normal, com a Ahir, avui i demà (1963). Una segona tendència va ser coincidir amb el propi actor o un actor molt més gran amb una actriu europea ingenue, com a Berlino: appuntamento per le spie que combinava Pier Angeli i Dana Andrews. La tercera tendència va ser el moviment cap a fer Westerns i pel·lícules de terror que eren menys costoses de produir que les anteriors pel·lícules de peplum.

### Preproducció
El càsting i la tripulació d' I tre volti della paura es van dividir entre els tres principals socis de producció de la pel·lícula: l'actriu de repartiment de Galatea Susy Andersen, a la qui Mario Bava, havia dirigit en de les seves pel·lícules, inclosa La màscara del diable, American International Pictures assegurava Mark Damon i Boris Karloff, i Societé Cinématographique Lyre assegurava Michèle Mercier i Jacqueline Pierreux (aquesta última s'acredita sota el pseudònim de "Jacqueline Soussard" en gravats americans). Mercier havia treballat anteriorment amb Bava a Le meraviglie di Aladino (1961), pel qui havia dirigit la seva segona unitat.
S'acredita que Bava va escriure el guió de la pel·lícula juntament amb Alberto Bevilacqua i Marcello Fondato. Els crèdits inicials de la pel·lícula atribueixen les històries com "La gota d'aigua" d'Ivan Chekov, "El telèfon" de FG Snyder i "Sem'ya vurdalaka" d'Aleksei Tolstoi. Més tard, Bava es va fer càrrec de la història original de "La gota d'aigua", però el crític italià Antonio Bruscini va remuntar els seus orígens a una història titulada "Dalle tre alle tre e mezzo" (que es va incloure en un llibre d'antologia de 1960 titulat Storie di fantasmi. L'historiador britànic Julian Granger va identificar l'autor de la història com a Franco Lucentini. "The Wurdulak" es basa lliurement en La Famille du Vourdalak d'Aleksei Konstantínovitx Tolstoi. La història d' "I Wurdulak" fou trobada a l'antologia de 1960 I vampiri tra noi. Altresp arts són inspirada en el conte de Guy de Maupassant "Le Peur" i en el Dràcula de Bram Stoker.
Bevilacqua va afirmar que Bava volia crear històries sobre com el terror pot colpejar la humanitat en diferents períodes i va demanar als seus guionistes que li traguessin històries dels llibres. Després que Bevilacqua acabés el seu esborrany del guió, Marcello Fondato va ser contractat per treballar-hi. Bevilacqua va afirmar que el van tornar a cridar per a posteriors reescritures, però que la major part del seu material afegit va ser tallat de la pel·lícula final. American International Pictures va aprovar la idea temàtica de Bava però el va animar a buscar títols de domini públic.
Al principi de la producció es va decidir que Boris Karloff no sols protagonitzaria un dels contes, sinó que també actuaria com a presentador de la pel·lícula; recentment havia presentat la seva pròpia sèrie de televisió d'antologia, Thriller. Karloff estava sota contracte amb American International Pictures, i acabava d'acabar de rodar El corb per a ells. El director de fotografia de la pel·lícula està acreditat com a Ubaldo Terzano, però Bava va rodar diverses escenes sense crèdit.

### Filmació
I tre volti della paura es va fer al final de la producció de La noia que sabia més del compte durant un període de vuit setmanes entre febrer i març de 1963. La participació d'American International amb la pel·lícula va permetre a Salvatore Billitteri de Titra Sound Corporation estar al plató per supervisar el doblatge de la pel·lícula en el seu llançament en anglès. Com que la pel·lícula s'anava a doblar en diferents idiomes, els actors ja no podien pronunciar fonèticament els seus diàlegs, ja que s'havia de fer rítmicament per fer coincidir diversos idiomes. Billitteri també estava al plató per donar suggeriments a Bava sobre com fer que la seva pel·lícula fos més apropiada per al públic nord-americà, la qual cosa va portar a disminuir la quantitat de violència a la pel·lícula. La pel·lícula va ser concebuda per primera vegada sota el títol The Fear.
Bava volia incloure una història contemporània que va portar al desenvolupament d' "Il telefono". "Il telefono" ha estat descrita com un dels primers intents de Bava en giallo. La pel·lícula giallo és un estil de pel·lícula italiana que implica un assassinat misteriós que posava èmfasi en estils visuals elegants, música extravagant i violència. "Il telefono" va ser la primera pel·lícula en color de Bava que va intentar emular l'estil visual de les portades que van aparèixer als reculls giallo. Algunes de les peces escèniques de "Il telefono" van ser extretes de la pel·lícula giallo en blanc i negre La noia que sabia més del compte (1962).
"I Wurdulak" va ser l'últim dels curtmetratges que es va rodar, i el rodatge va començar el 25 o el 27 de febrer. Durant el rodatge, Karloff va contreure pneumònia, la qual cosa el va fer haver de dependre dels tancs d'oxigen després d'acabar la producció. Bava inicialment anava a acabar la pel·lícula amb un pla del personatge mort de Jacqueline Pierreux. L'últim dia de rodatge, Billitteri va suggerir no acabar la pel·lícula amb una imatge tan desolada i va dir a Bava que la canviés. Bava va canviar el final pel personatge de Boris Karloff a cavall, que adverteix al públic que estigui atent als vampirs. Aleshores, la càmera es torna cap enrere revelant que està en un cavall de peluix revelant el conjunt de l'estudi i els efectes simulats.

### Post-producció
A la dècada de 1960, les pel·lícules de terror italianes com I tre volti della paura eren més violentes, sexualitzades i pessimistes que les pel·lícules de terror creades als Estats Units. American International Pictures es va centrar en un públic juvenil, mentre que el terror a Europa estava pensat per a adults. Això va portar a l'edició nord-americana a eliminar elements argumentals de prostitució i lesbianisme i fer que les pel·lícules de Bava més alterades en la seva versió en anglès. American International Pictures va fer canvis a les tres històries i als segments d'introducció a la versió en anglès de la pel·lícula. La companyia va reorganitzar l'ordre de les històries per començar amb "La goccia d'acqua", seguida de "Il telefono" i després "I Wurdalak". Aleshores es van fer canvis a les trames, el més editat va ser "Il telefono". A "Il telefono" es va eliminar qualsevol suggeriment d'una relació lèsbica entre Rosy i Mary i les referències a la prostitució. El personatge de Frank també ja no és un proxeneta sinó un fantasma que deixa enrere una nota que s'escriu estranyament tan aviat com s'obre el sobre en què conté. S'introdueix un nou personatge anomenat "El coronel" que és el veí de Rosy a la pel·lícula "I Wurdalak" presenta talls alternatius de certes escenes i té la violència retallada de la versió italiana. "La goccia d'acqua" presenta menys canvis respecte a la versió italiana. American International Pictures va tornar a gravar els envoltats amb Boris Karloff a Los Angeles. Es desconeix qui va dirigir aquestes escenes.
American International Pictures va substituir la banda sonora de Roberto Nicolos per una banda sonora de Les Baxter. Kim Newman va descriure la partitura de Baxter com "inapropiada" amb "cada escena s'acompanya d'una 'música terrorífica' exagerada. Tant les pel·lícules en italià com en anglès tenen un aspecte diferent. Bava va supervisar la versió en italià a Technicolor Roma sota la seva pròpia supervisió, mentre que American International Pictures va enviar la seva versió a Pathé Color perquè la processés. El biògraf de Mario Bava, Tim Lucas, va descriure la impressió en anglès com a "més càlida, però menys matisada, amb tonalitats més planes" i que "no sembla malament", però que la versió italiana "sembla més vibrant, més extravagant i un malson".

## Estrena
La pel·lícula es va estrenar a Itàlia a través de Warner Bros. el 17 d'agost de 1963, sota el títol I tre volti della paura. Va recaptar 103,5 milions de lires italianes (equivalent a 65.000 dòlars) en el seu llançament original italià en comparació amb el seu pressupost de 205 milions de lires, convertint la pel·lícula en un fracàs de taquilla. El coguionista Alberto Bevilacqua va suggerir que la mala recaptació de la pel·lícula es va veure possiblement afectada per la mala publicitat, recordant que "algú va tenir un avortament involuntari mentre la veia, o va passar alguna altra cosa molesta".
American International Pictures va estrenar la versió anglesa com a Black Sabbath el 6 de maig de 1964 com una factura doble amb l'edició d'AIP de La noia que sabia més del compte de Bava, llavors titulada Evil Eye. El títol anglès Black Sabbath va ser escollit per connectar-lo amb la pel·lícula anterior de Bava Black Sunday.Als Estats Units, Black Sabbath va tenir un èxit modest, ja que va guanyar 419.000 dòlars en lloguers domèstics, menys de dos terços dels ingressos de Black Sunday de 706.000 dòlars. Mentre elogiava l'obra d'art de Reynold Brown per a la campanya publicitària d'AIP, Lucas ha suggerit que el seu fracàs en capitalitzar la popularitat de Karloff entre el públic jove va ser un factor clau en el rendiment comercial relativament mins de la pel·lícula.. La pel·lícula va ser estrenada per The Rank Organization a França el 17 de novembre de 1965, sota el títol Les trois visages de la peur; Lucas va considerar una de les obres d'art de pòster utilitzades per a l'estrena francesa, creada per Boris Grinsson i que representava a Mercier, Andersen. i Pierreux amenaçats per les mans d'un possible estrangulador, per ser el "més bonic" de tots els materials promocionals produïts per a la pel·lícula.
El 2004 Variety va anunciar que Valhalla Motion Pictures i Kismet Entertainment Group col·laboraven en la realització d'un remake de Black Sabbath. Jonathan Hensleigh fou encarregat del guió de la pel·lícula.

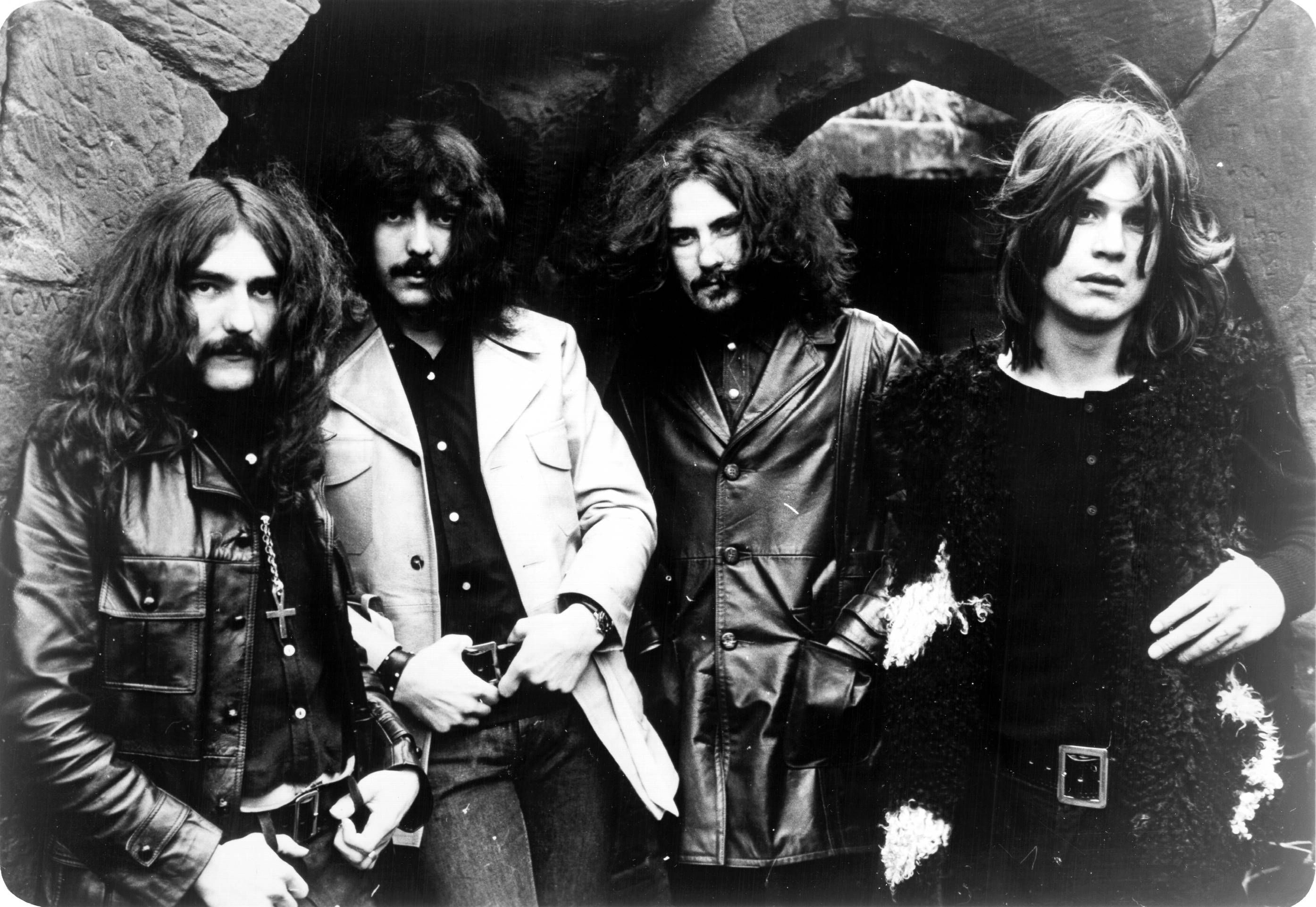
La banda anglesa de metal Black Sabbath va prendre el nom del títol anglès de la pel·lícula.

## Influència i posteritat
A Boris Karloff li agradava treballar amb Bava a Black Sabbath, i va elogiar el seu treball tant a Christopher Lee com a Vincent Price, que més tard treballarien amb Bava a La frusta e il corpo i Le spie vengono dal semifreddo respectivament. Es van fer plans per reunir Bava amb Karloff i Lee per treballar en una adaptació de "The Dunwich Horror", titulada provisionalment Scarlet Friday. El projecte fou abandonat més tard a Bava després del fracàs crític i comercial de Le spie vengono dal semifreddo, i es va estrenar com L'horror de Dunwich dirigida per Daniel Haller; la pel·lícula es va fer sense la participació de Karloff i Lee.
La banda anglesa de heavy metal Black Sabbath es va apropiar del seu nom de la pel·lícula. Originalment conegut com a Earth, el grup volia canviar el seu nom perquè un altre grup tenia el mateix nom. El grup va veure un cinema local interpretant Black Sabbath i es va meravellar que la gent pagava diners per tenir por.
Els directors Roger Avary i Quentin Tarantino es van veure influenciats per l'estructura de la història de Black Sabbath per al seu guió original de Pulp Fiction (1994). Originalment, la pel·lícula anava a contenir tres curtmetratges dirigits per Avary, Tarantino i un altre director desconegut. Tarantino va descriure originalment aquesta idea afirmant que "el que va fer Mario Bava amb la pel·lícula de terror de Black Sabbath, ho faria amb la pel·lícula criminal".